# フレデリック・ラトランド
フレデリック・ジョセフ・ラトランド（Frederick Joseph Rutland, DSC & Bar, AM）は、イギリスの海軍航空隊のパイオニアである。(1886年10月21日 - 1949年1月28日）は、第一次世界大戦で勲章を受けたパイロットであり、1916年のユトランド沖海戦での活躍から「ユトランドのラトランド」というニックネームを得た。 その後、日本軍のために働き、第二次世界大戦中にはイギリス当局によって抑留された。

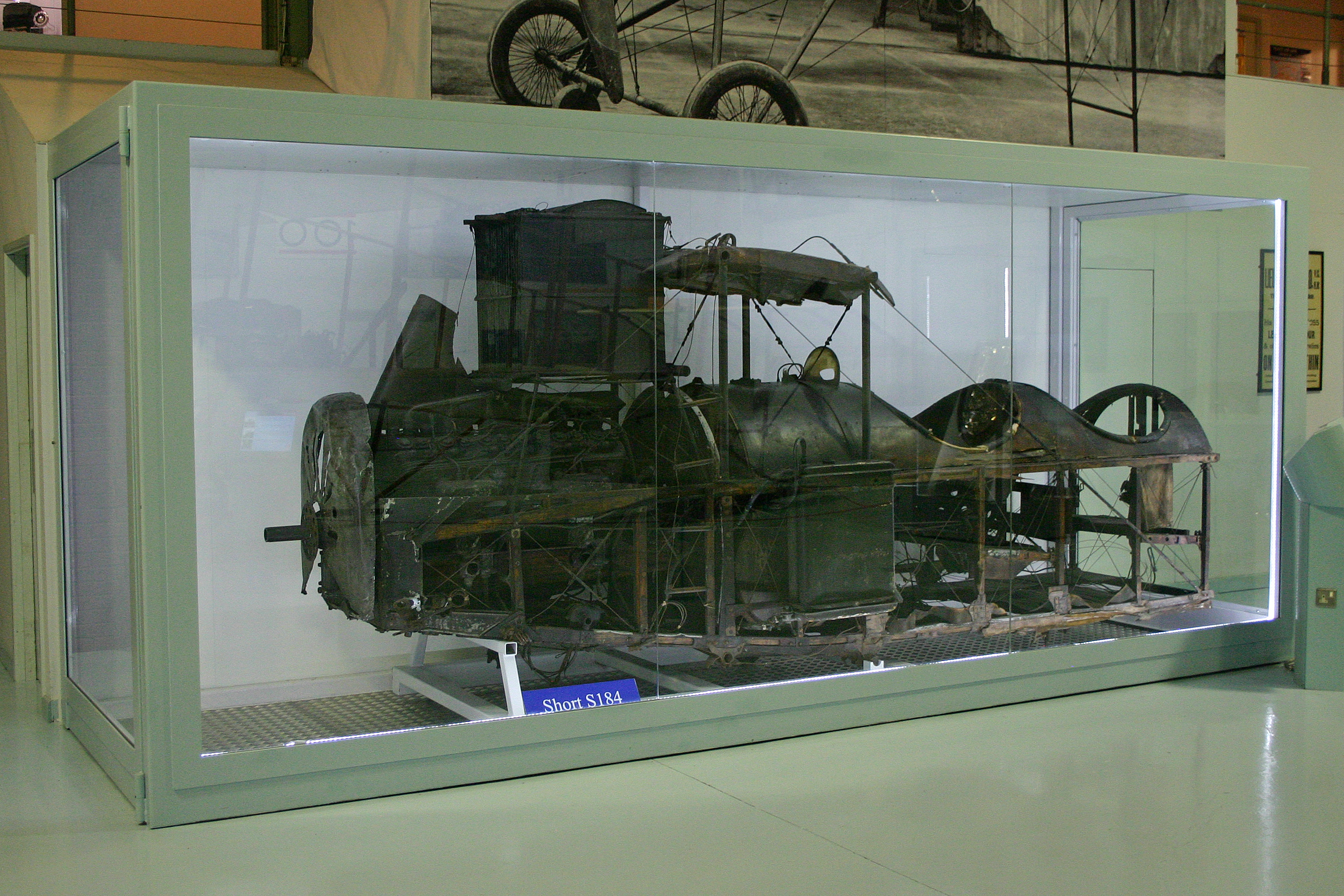
艦隊航空軍博物館に展示されているラトランドのショートタイプ184の残骸。第一次世界大戦では無傷で生き残ったものの、第二次世界大戦では爆撃で損傷した。

ユトランドでは水上機入札船HMSエンガディーンのパイロットを務めた。1916年5月30日、エンガディーンは2機のショートタイプ184と2機のソッピース・ベイビー・フロートプレーンを搭載し、第3軽巡洋艦隊に所属した。ドイツ公海艦隊を迎え撃つため、バトルクルーザー艦隊がロサイスから出撃したその夜、エンガディンは巡洋艦に随伴した。ビーティはエンガディーンに北北東の捜索を命じた。15:07にラトランドは184型で離陸し、彼のオブザーバーであったジョージ・スタンリー・トレウィン副支給長は、15:30に3隻のドイツ巡洋艦と5隻の駆逐艦を発見したとエンガディンに信号を送った[1]。他のいくつかのスポット報告が送信された後、15時36分頃に航空機の燃料ラインが破裂し、ラトランドは航空機を降下させることを余儀なくされた。彼はそれを修理することができ、再び離陸する準備ができていることを合図したが、彼は表面の空母にタキシングするように命じられた。機体は15:47に空母に到着し、16:04には空母に搭載された。エンガディンはその場の報告をビーティの旗艦と第5戦隊の旗艦に伝えようとしたが、うまくいかなかった[2]。 ラトランドは「敵の軽巡洋艦の至近距離で飛行した勇敢さと粘り強さ」により殊勲十字章（DSC）を授与された[3]。 1917年には「本国海域での哨戒任務と潜水艦捜索の功労」によりDSCにバーを授与された。
1917年6月28日、飛行指揮官となっていたラトランドは、軽巡洋艦HMSヤーマスの砲塔の1つの屋根に取り付けられた離陸台からソッピース・パップで離陸し、史上初の航空機の離陸に成功した。1917年秋にB'砲塔に実験的なものが装備されたとき、この艦は飛び立ち台を装備した最初の首都艦となった。2017年10月1日、現在は飛行隊長となったラトランドがソッピース・パップで飛び立った。別のプラットフォームが「Y」砲塔上に作られ、ラトランドは1917年10月8日にそこからの離陸に成功した[2]。
2000年11月10日、英国国立公文書館が公開した資料によると、ラトランドは1922年に英国空軍を辞職することを決意し、MI5の知るところとなった。MI5は「非常に微妙な情報源」から、日本がラトランドと密談しているという「信頼できる情報」を得た。MI5は、ラトランドが 「空母と甲板着陸に関するユニークな知識 」を持っていると指摘した。
英国空軍を退役後、ラトランドは日本に渡り、日本海軍が雇用されて、海軍航空について学ぶ手助けをしていました。ラトランドが日本海軍に採用と日本での活動が桑原虎雄と島田繁太郎の伝記にに書かれている。桑原によると、毎週平服でラトランドの鎌倉の家で会って、空母赤城と加賀の設計するのに役立つ技術的な詳細を提供していた。なお、KYBの起業家の萱場四郎の最初の会社の萱場製作所に投資して、日本の軍機の部品の開発に拍車をかけた。
数年後、彼はイギリスに戻った。日本海軍の高須四郎がロンドンでラトランドと再会し、彼をロサンゼルスのエージェントにスカウトした。ラトランドはロサンゼルスで表向きのビジネスを立ち上げ、ホノルルでも別のビジネスを始めた。また、チャーリー・チャップリンをはじめとするハリウッドのイギリス人俳優やアメリカ海軍幹部たちとのパーティーも主催していた。彼はアメリカ海軍幹部とのパーティーやその他の活動を通じて情報を収集し、頻繁に日本に赴いて日本海軍に報告していた。
2017年に公開されたFBIのファイルには、ラトランドが日本海軍のためにスパイ活動をしていたこと、また彼が二重スパイとなってアメリカ海軍を助けていたことが多数確認されている。ラトランドの米海軍のための仕事では、彼は日本の計画に関する情報を提供し、来るべき日本の攻撃のタイミングについて米国に警告するプロセスを設定しようとした 。
1949年1月28日死去。ガス自殺とされる。
ラトランドはロナルド・ドラブキンによる伝記『Beverly Hills Spy』の題材となっている。日本語版の題名は『ラトランド、お前は誰だ』（河出書房新社）。